# Джессіка Гарді
Джессіка Гарді  (англ. Jessica Hardy, 12 березня 1987) — американська плавчиня, олімпійська чемпіонка.

## Виступи на Олімпіадах
| Олімпіада   | Дисципліна                            | Місце |
| ----------- | ------------------------------------- | ----- |
| Лондон 2012 | плавання на 50 метрів вільним стилем  | 7     |
| Лондон 2012 | плавання на 100 метрів вільним стилем | 8     |
| Лондон 2012 | естафета 4 × 100 вільним стилем       | 3     |
| Лондон 2012 | комплексна естафета 4 × 100           | 1     |